# Rudolf Hartnack
Jacob Rudolf Hartnack (6. oktober 1851 i Vordingborg – 20. marts 1890 i København) var en dansk litograf og maler.
Hartnack var søn af snedkermester Jacob Rudolf Hartnack og Anne Marie født Vulff, blev elev på C.Th. Berghs litografiske Institut 1865 og dimitteredes fra Teknisk Institut. Han gik på Kunstakademiet oktober 1867 til 1872. Hartnack har særlig virket som portrætlitograf og bl.a. udført Christian IX's portræt omgivet af Danmarks Riges provinsvåben, baron Bertouch-Lehn, gehejmeråd Ernst Emil Rosenørn og den norske jurist Jens Christian Berg; desuden tegning af Det Kongelige Biblioteks sal i 1673, tegninger til J.B. Løffler: Gravstenene i Roskilde Kjøbstad (1885). Ved siden af grafikken har Hartnack dyrket landskabsmaleriet og tegnet landskaber i tusch.
Han døde blot 39 år gammel og er begravet på Vestre Kirkegård.